# Stenares frazeri
Stenares frazeri är en insektsart som beskrevs av Banks 1931. Stenares frazeri ingår i släktet Stenares och familjen myrlejonsländor. Inga underarter finns listade i Catalogue of Life.